# MAN SD200
MAN SD200 — міський двоповерховий низькопідлоговий автобус, що випускається компанією MAN Truck & Bus в період з 1973 по 1985 рік за специфікацією VöV-Standard-Bus.

## Історія
Автобуси MAN SD200 були побудовані кузовними компаніями Gaubschat, Waggon Union і Orenstein & Koppel (O&K). Самонесуча конструкція отримала для нижнього поверху і підвісної стелі каркас із сталевих труб, для верхнього поверху-алюмінієві профілі. Зовнішні стіни були облицьовані алюмінієвими листами. Але як і інші стандартні автобуси, модель SD200 отримала передню частину з вертикально вигнутими з боків вітровими стеклами.
Серійне виробництво автобусів MAN SD200 почалося в серпні 1974 року, випуск першої серії SD74 почався в лютому 1975 року. У BVG було поставлено 956 автобусів серії SD200, ще вісім автобусів були доставлені підприємству O&K зі злегка зміненим обладнанням в Любек-Травемюндскую транспортну компанію (LVG), де вони виконували міжміські маршрути від Любека до Травемюнде.
На передній і правій сторонах автобуси серій SD73-SD81 отримали цільові стрічки Brose, а на передній і задній частинах—трисекційний індикатор номера лінії замість штекерних знаків. У період будівництва трохи менше дванадцяти років в подальший розвиток цієї серії увійшло безліч технічних і конструктивних нововведень. Зокрема, з 1976 року була встановлена триступенева Коробка передач Voith, яка в поєднанні з зовнішніми планетарними осями, використовуваними з 1975 року, становить відмітний звук цих автобусів. З установкою дизельного двигуна D 2566 UH шум двигуна також змінився.
Найважливішим нововведенням для пасажира з 1978 року була установка другої драбини за сидінням водія. Підтяжка переду стандартного рейсового автобуса була успадкована від серії SD81. Проектувальники отримували заводські автобуси тільки з 1980 року. Для маркування автобусів з проектувальником за праве лобове скло була вставлена невелика прозора пластикова табличка. В останні роки виробництва вже використовувалися компоненти наступного покоління: з 1982 року замість дорожніх цільових стрічок Brose автобуси були оснащені матричними індикаторами мети руху, в які можна було запрограмувати до 312 цільових даних. У 1985 році були встановлені вдосконалені дизельні двигуни і коробки передач, які також були використані в серії MAN SD202.
У 1980 і 1983 роках у зв'язку з будівництвом трьох прототипів MAN SD202 була підготовлена Заміна SD200, а виробництво було припинено в 1985 році. У 2003 році останній SD200 припинив експлуатацію в Берліні.
Оскільки двоповерхові автобуси пропонують гарний вид на верхньому поверсі, їх можна знайти в багатьох містах як екскурсійний автобус відповідно до їх малюнка в якості рейсового автобуса. Для цього багато SD200 були відреставровані і отримали відкривається дах на верхній палубі, або стали двоповерховими автобусами з відкритим верхом. На деяких екскурсійних автобусах в Гамбурзі дизельні двигуни MAN замінюються на інші.

## Прімітки
1. ↑  Traditionsbus Berlin: MAN SD 200. www.traditionsbus.de. Архів оригіналу за 31 січня 2021. Процитовано 26 жовтня 2021.
2. ↑  Traditionsbus Berlin: MAN SD 200. www.traditionsbus.de. Архів оригіналу за 2 лютого 2021. Процитовано 26 жовтня 2021.